# Barycholos
Barycholos és un gènere d'amfibis de la família Craugastoridae que es troba al Brasil i a l'Equador.

## Taxonomia
- Barycholos pulcher (Boulenger, 1898)
- Barycholos ternetzi (Miranda-Ribeiro, 1937)